# Архієпископ Афінський і всієї Еллади
Архієпископ Афінський і всієї Еллади (грец. Αρχιεπίσκοπος Αθηνών και πάσης Ελλάδος) — офіційний титул предстоятеля Елладської православної церкви. Знаходиться на одинадцятому місці в диптиху предстоятелів помісних православних церков. З 1850 по 1923 очільник Грецької церкви носив титул митрополит Афінський.

## Список

### Митрополити Афінські та всієї Еллади (1833-1923)
| Портрет | Ім'я               | Початок           | Кінець            |
| ------- | ------------------ | ----------------- | ----------------- |
|         | Неофіт V           | 2 грудня 1833     | 29 грудня 1861    |
|         | Михаїл IV          | 13 січня 1862     | 2 серпня 1862     |
|         | Феофіл             | 8 серпня 1862     | 15 липня 1873     |
|         | Антоній            | 9 серпня 1873     | 15 травня 1874    |
|         | Прокопій І         | 8 червня 1874     | 11 лютого 1889    |
|         | Герман II Каллігас | 17 липня 1889     | 30 січня 1896     |
|         | Прокопій II        | 23 жовтня 1896    | 21 листопада 1901 |
|         | Феокліт I          | 17 листопада 1902 | 11 жовтня 1917    |
|         | Мелетій III        | 13 березня 1918   | 29 листопада 1920 |
|         | Феокліт I          | 29 листопада 1920 | 16 грудня 1922    |
|         | Хризостом І        | 8 березня 1923    | 31 грудня 1923    |

### Архієпископи Афінські та всієї Еллади (з 31 грудня 1923)
| Портрет | Ім'я         | Початок          | Кінець          | Примітки |
| ------- | ------------ | ---------------- | --------------- | --- |
|         | Хризостом І  | 31 грудня 1923   | 22 жовтня 1938  | В 8 березня по 31 грудня 1923 предстоятель Церкви Греції як митрополит Афінський                             |
|         | Дамаскин     | 5 листопада 1938 | 1 грудня 1938   | Не був інтронізований. Під тиском режиму Метаксаса було проведено повторні вибори.                           |
|         | Хрисанф      | 12 грудня 1938   | 2 липня 1941    | Після окупації Греції нацистами відправлений у відставку за відмову принести присягу колаборантському уряду. |
|         | Дамаскин     | 2 липня 1941     | 20 травня 1949  | Повторно. |
|         | Спиридон     | 4 червня 1949    | 21 березня 1956 | |
|         | Дорофей III  | 29 березня 1956  | 26 липня 1957   | |
|         | Феокліт ІІ   | 7 серпня 1957    | 8 січня 1962    | |
|         | Іаков III    | 13 січня 1962    | 25 січня 1962   | |
|         | Хризостом II | 14 лютого 1962   | 11 травня 1967  | Незаконно відсторонений за наказом режиму чорних полковників                                                 |
|         | Ієронім І    | 14 травня 1967   | 12 грудня 1973  | Пішов у відставку після перевороту 25 листопада 1973 року                                                    |
|         | Серафим      | 12 січня 1974    | 10 квітня 1998  | |
|         | Христодул    | 28 квітня 1998   | 28 січня 2008   | |
|         | Ієронім II   | 16 лютого 2008   |                 | Чинний |